# Stapelsjöarna, Jämtland
Stapelsjöarna är en sjö i Åre kommun i Jämtland och ingår i Indalsälvens huvudavrinningsområde. Sjön har en area på 0,203 kvadratkilometer och ligger 836,8 meter över havet. Vid provfiske har öring fångats i sjön.

## Delavrinningsområde
Stapelsjöarna ingår i det delavrinningsområde (709941-136561) som SMHI kallar för Utloppet av Stapelsjöarna H.833. Medelhöjden är 866 meter över havet och ytan är 1,08 kvadratkilometer. Det finns inga avrinningsområden uppströms utan avrinningsområdet är högsta punkten. Vattendraget som avvattnar avrinningsområdet har biflödesordning 4, vilket innebär att vattnet flödar genom totalt 4 vattendrag innan det når havet efter 396 kilometer. Avrinningsområdet består mestadels av kalfjäll (81 procent). Avrinningsområdet har 0,21 kvadratkilometer vattenytor vilket ger det en sjöprocent på 19 procent.